# Mediostoma pamiricum
Mediostoma pamiricum is een hooiwagen uit de familie aardhooiwagens (Nemastomatidae).